# Cataulacus flagitiosus
Cataulacus flagitiosus är en myrart som beskrevs av Smith 1862. Cataulacus flagitiosus ingår i släktet Cataulacus och familjen myror. Inga underarter finns listade.